# Neothyridae
Famille
Les Neothyridae sont une famille d'acariens de l'ordre des holothyrides. Elle comporte quatre espèces réparties en trois genres.

## Distribution
Ces acariens se rencontrent en Amérique tropicale.

## Liste des genres
- Caribothyrus Kontschán & Mahunka, 2004
- Diplothyrus Lehtinen, 1999
- Neothyrus Lehtinen, 1981

## Publication originale
- Lehtinen, 1981 : New Holothyrina (Arachnida, Anactinotrichida) from the New Guinea and South America. Acarologia (Paris), vol. 22, n. 1, p. 3-13.